# Иоанно-Предтеченская церковь (Коломна)
Иоанно-Предтеченская церковь (Церковь Зачатия Иоанна Предтечи в Городище) — православный храм в Коломне в районе Городище. Храм построен в XIV веке и перестроен в XVI веке. Является самой древней церковью Коломны и одной из самых древних церквей Московской области. Многочисленные черты сходства церкви Иоанна Предтечи с Никольской церковью в селе Каменском Наро-Фоминского района и церковью Рождества Богородицы в селе Городне Тверской области позволяют исследователям отнести их к единой классификационной категории.

## История
Самые ранние сведения о храме на Городище имеются в Писцовой книге 1577—1578 годов, называющей Городище вотчиной епископа Коломенского. Более ранние сведения о памятнике неизвестны.
Писатель Иванчин-Писарев Н. Д. в 1844 году писал, что храм сооружён из белого камня, по преданию, существует около семи веков и мог быть построен Всеволодом Великим (1154—1212). 
В конце 20-х годов XX века аспирант МГУ Кивокурцев Ю. П., обследовавший церковь, отнёс её строительство к XII веку. Архитектор Воронин Н. Н. в своих ранних публикациях (1945 год) предлагал датировать постройку церкви XIII—XIV веками, ссылаясь на стиль белокаменного рельефа зверя на стене храма и «огрубление техники белокаменной кладки». Однако в дальнейшем (1949 и 1962 года) он отказался от этого предположения и безоговорочно датировал весь храм концом XV — началом XVI века. Архитектор Альтшуллер Б. Л. в 1977 году относил сооружение древнего ядра Предтеченской церкви ко второй половине XIV века.
Искусствовед С. В. Заграевский в 2003 году считал, что по данным археологии имеются все основания отнести церковь Иоанна Предтечи к первой половине XIV века. Он полагал, что наиболее вероятной датой постройки является 1307—1308 годы, что соответствует наиболее вероятной дате сооружения крепости на Городище. 
В начале XVI века храм подвергся кардинальному изменению. Верхняя часть храма была перестроена из большемерного кирпича и гладкотесанного белого камня.
В XVII—XVIII веках была возведена шатровая колокольня, а к древней части храма с запада пристроена трапезная. Впоследствии в результате перестроек в церкви образовались три престола: главный в честь Зачатия Иоанна Предтечи и два — в трапезной — в честь святителя Николая Мирликийского и апостола Иакова Заведеева.
В 1755 году епископом была заведена книга сбора пожертвований для восстановления в храме иконостаса, образов, икон и утвари. 
В конце 1930−х годов храм был закрыт и разорён. Колокольня была разрушена, колокола отправлены на переплавку. В 1965—1969 годы под руководством Чернышева М. Б. были проведены реставрационные работы. Была восстановлена колокольня и завершающие юго-западный участок свода барабана. Храм был покрыт железом, главы — лемехом. В результате храму был возвращён облик XVI века.
В 1993 году храм был передан Русской православной церкви. 7 июня того же года его посетил Патриарх Московский и Всея Руси Алексий II. До 1998 года он являлся подворьем Богородице-Рождественского Бобрненева монастыря, а в 1998 году получил статус приходского храма Коломенского благочиния. 6 октября 2013 года состоялось великое освящение отреставрированного храма, его совершил епископ Зарайский Константин, который подтвердил дату основания храма — 1308 год.

## Архитектура
В конце 20-х годов XX века Ю. П. Кивокурцев отметил несоответствие верхней и нижней частей храма, разницу в толщине стен и материале их кладки, форму алтарных апсид и ряд других особенностей. Верхняя часть стен, в том числе трифолий, сложена из большемерного кирпича и хорошо вытесанных белокаменных блоков (постройка XVI века), а кладка апсид и низа стен четверика выполнена из грубообработанных блоков местного известняка (постройка XIV века). На стыке старой и более поздней кладок стен имеются белокаменные консоли, служившие, по-видимому, опорами для архивольтов закомар. Во время перестройки Предтеченской церкви в XVI веке большинство консолей были переложены или, возможно, даже вытесаны вновь.
От древней постройки XIV века до настоящего времени сохранились, наполовину высоты, стены четверика, не имеющие наружных лопаток и алтарные апсиды.
Здание перекрыто крестчатым сводом, фасады сверху разделены лопатками по три прясла и завершены трифолями. Храм имеет трехлопастное покрытие, кокошники и три главы (центральная глава — световая, две других, расположены на восточной стене над жертвенником и диаконником алтаря, поставлены на глухих барабанах).
Трапезная с приделами образована крестовыми сводами и арками. Колокольня с двухэтажным квадратным основанием и шатром со слухами над восьмериком звона отличается упрощенностью форм и полным отсутствием декора. Она опирается на стену трапезной и два пилона, в одном из которых устроена лестница для звонаря.

## Изображение зверя

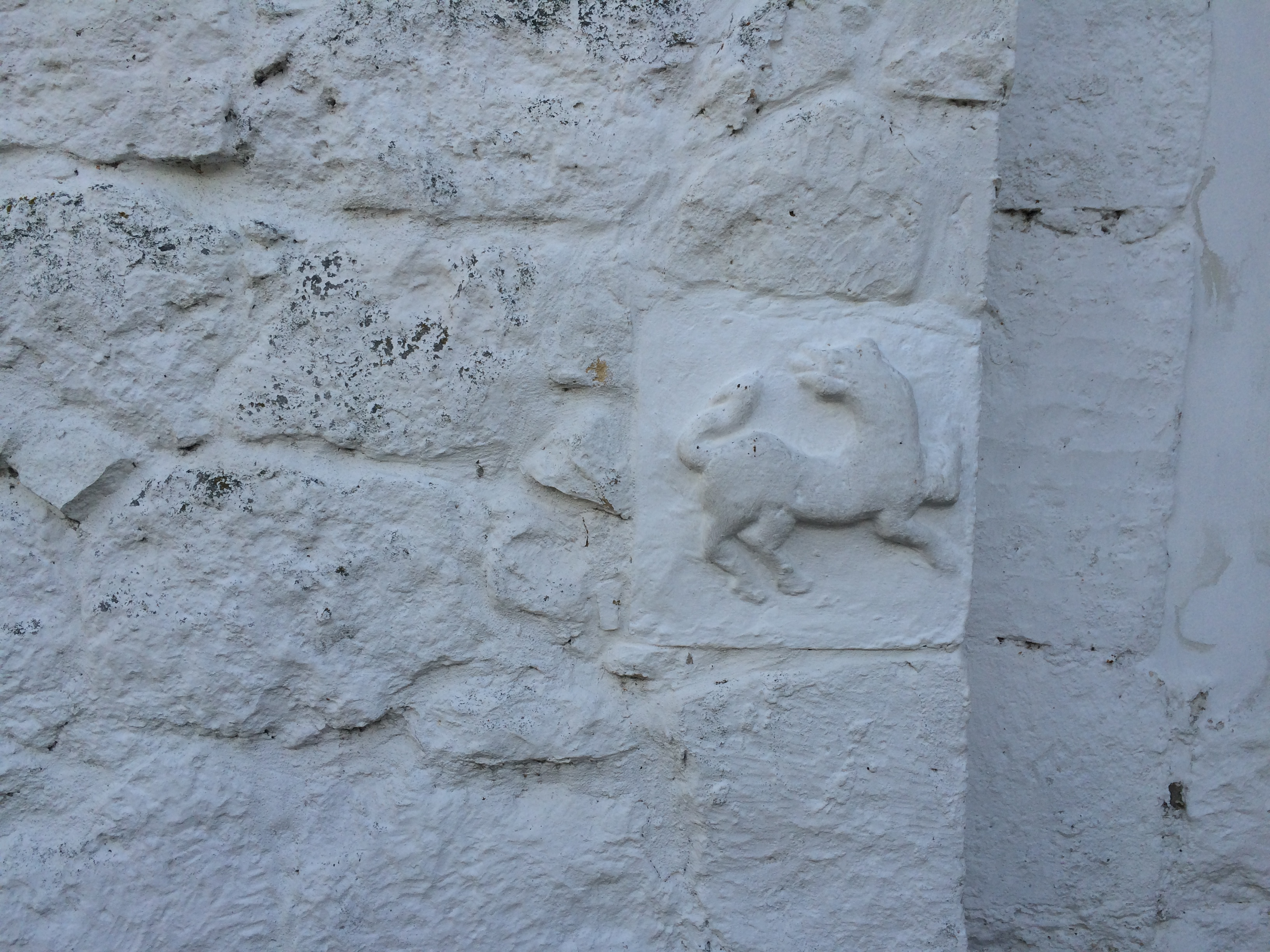
Зверь на стене храма Иоанна Предтечи в Городище

На северной наружной стене храма имеется белокаменный рельеф зверя (32 х 44 см). В настоящее время его оригинал находится в Коломенском краеведческом музее, а на храме — его копия.
Архитектор Воронин Н. Н. считал, что рельеф зверя относится ко второй половине XIV века и принадлежал первоначально какому-то исчезнувшему белокаменному храму XIV века под Коломной. Изображение было укреплено на растворе, идентичном раствору первоначальной кладки стен.
Среди населения Коломны популярна легенда о том, что это «печать хана Батыя». Краевед Воробьев М. Г. считает, что хан Батый повелел изготовить эту печать в знак уважения к доблести коломенского князя Романа Игоревича, который 1 января 1238 года погиб в сражении под стенами города. Князь был похоронен на территории храма. Согласно другому предположению, изображение зверя восходит к гербам суздальских князей, а характер резьбы принадлежит к стилю владимирских архитекторов XII века.   
В настоящее время точно не определено, какой зверь изображён на стене храма. Писатель Иванчин-Писарев Н. Д. считал, что это изображение дракона или грифона, Кивокурцев Ю. П. — барса, зверя великокняжеского владимирского герба, и признавал близость данного изображения, по трактовке туловища и хвоста, к грифону на стене церкви Покрова на Нерли. Архитектор Воронин Н. Н. утверждал, что это единорог. На начало XXI века точка зрения Воронина в научном мире является практически общепринятой. Искусствовед С. В. Заграевский считал, что возможно, на рельефе изображен волк, барс или даже лев, но более вероятно — василиск — чудовище, неоднократно упоминаемое в Библии (Иер. 8:17, Пс. 90:13) с головой петуха, львиным туловищем и змеиным хвостом.

## Святыни
- Копия иконы «Святой Иоанн Предтеча Ангел пустыни с житием». Это был храмовый образ Иоанна Предтечи, изображенный в полный рост с крыльями за спиной. Является самым древним русским изображением Иоанна Предтечи как Ангела пустыни. Оригинал иконы написан в 1390−х годах иконописцем школы Феофана Грека в лучших традициях царьградского стиля и хранится в Третьяковской галерее в Москве.
- Резная глава Иоанна Крестителя на блюде с частицей его мощей.
- Икона «Святое семейство»[2].

## Галерея

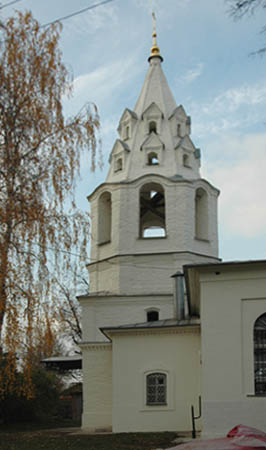
Шатровая колокольня
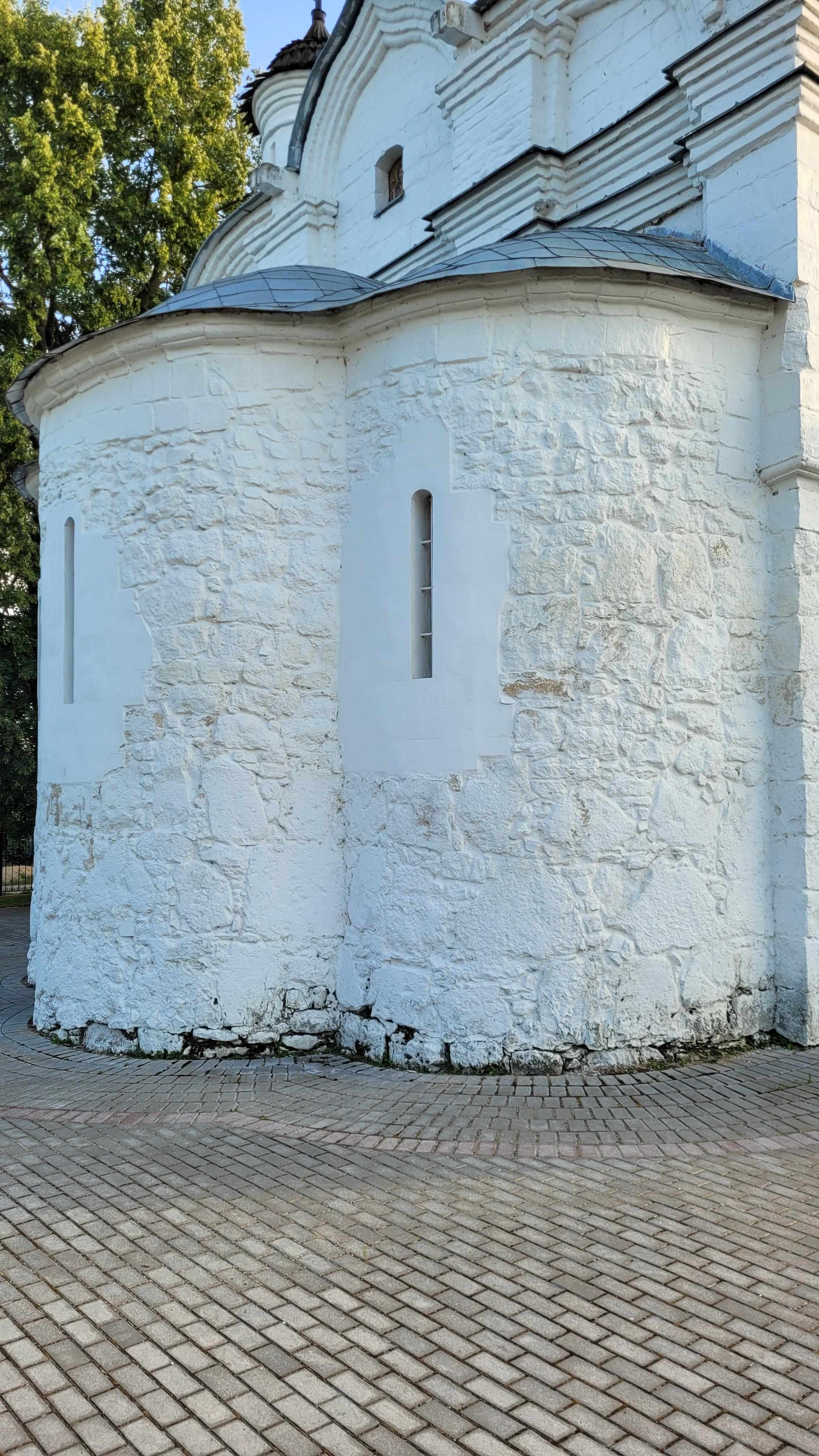
Стены аспид
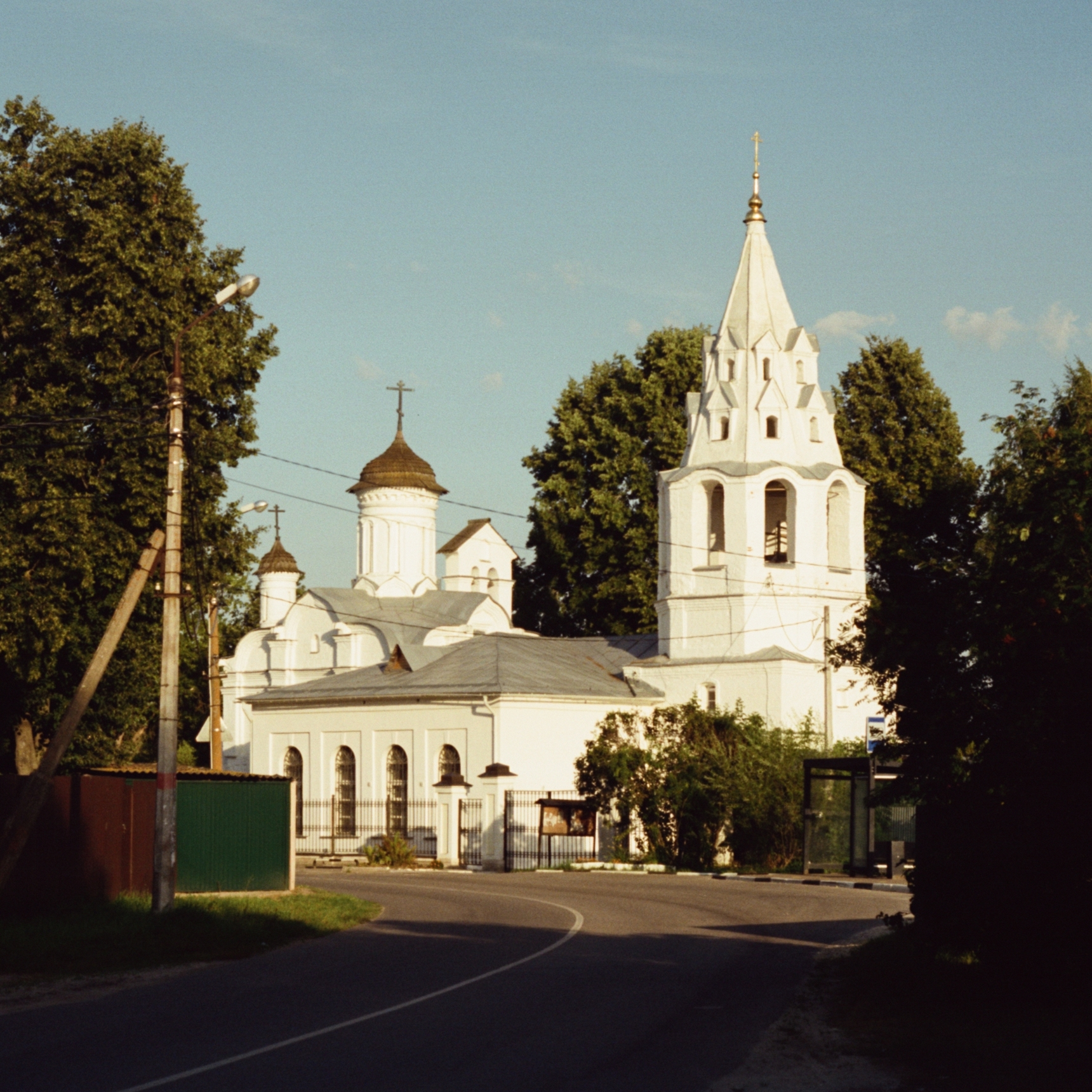
Общий вид церкви с улицы (2021)